# 황주 (촉한)
황주(黃柱, ? ~ ?)는 중국 삼국시대 촉나라의 관료로 남양군 사람이다. 《삼국지연의》에는 등장하지 않는다.

## 생애
219년(건안 24년) 유비가 한중왕이 되자 뇌공을 태상, 왕모를 소부(少府), 황주를 광록훈에 임명하였다. 220년 헌제가 조비로 인해 폐위되자 황주, 허정, 제갈량, 미축, 왕모, 뇌공 등 여러 신하들이 유비가 황제에 오르기를 청하였다. 황주, 왕모, 뇌공은 그 사적이 전하지 않아 열전을 만들지 못했다고 한다.

## 참고 문헌
- 《삼국지》45권 촉서 제15 양희